# G. O. Smith

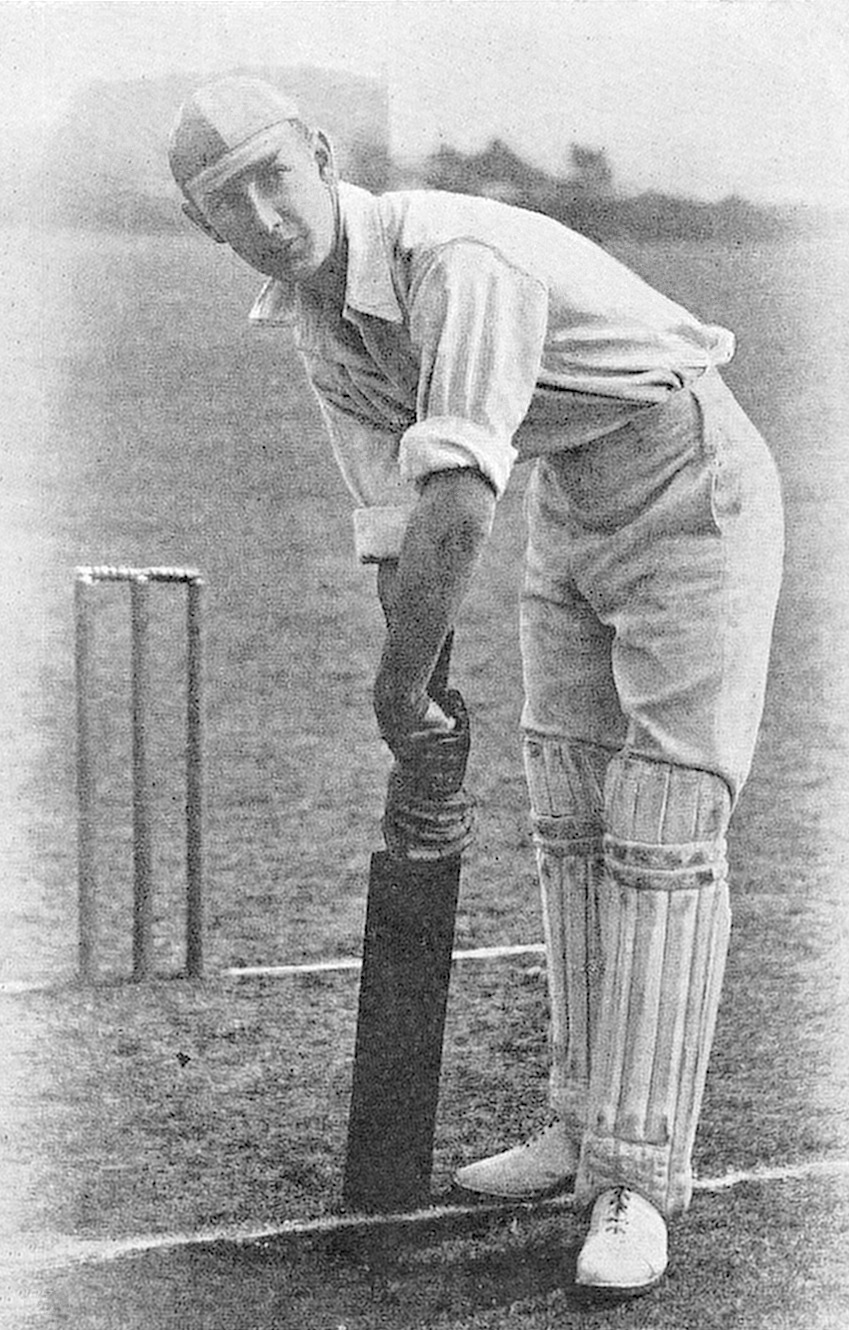
G. O. Smith (1896)

Gilbert Oswald Smith, noto come G. O. Smith (Croydon, 25 novembre 1872 – Lymington, 6 dicembre 1943), è stato un calciatore inglese, di ruolo attaccante.

## Caratteristiche tecniche
Smith era un centravanti dotato di grande equilibrio e controllo di palla. A differenza degli altri centravanti dell'epoca era anche un giocatore altruista, dotato di un ottimo passaggio con cui mandava spesso in gol i compagni: particolarmente proficuo fu il suo feeling in campo con Steve Bloomer, compagno di reparto nell'attacco dell'Inghilterra.
I suoi principali difetti erano la corporatura esile ed il fisico debole che lo rendevano molto vulnerabile ai contrasti e poco adatto al colpo di testa. Sopperiva a queste carenze con un intelligente posizionamento in campo, che gli consentiva di evitare il più possibile il contatto con i difensori avversari.

## Carriera
Dal 1886 al 1892 studiò alla Charterhouse School, dove imparò anche a giocare a calcio. Fu poi ammesso all'Università di Oxford e lì si unì alla selezione locale, con cui sconfisse in tre occasioni su quattro rivali dell'Università di Cambridge. In quel periodo cominciò a disputare anche incontri internazionali con la Nazionale inglese, di cui divenne anche capitano nel 1896. Finiti gli studi cominciò ad insegnare al Lancing College e si unì agli Old Carthusians, formazione composta interamente da ex studenti della Charterhouse School. L'anno seguente andò poi a giocare con il Corinthian di Londra, la più importante squadra amatoriale dell'epoca. Con essi vinse lo Sheriff of London Charity Shield contro l'Aston Villa nel 1900, segnando anche il gol decisivo nella vittoria per 2-1. Si ritirò nel 1901 dopo aver giocato contro la Scozia la sua ultima partita da capitano dell'Inghilterra. Suo erede nel ruolo di centravanti della Nazionale fu Viv Woodward.

## Altri sport
Come molti altri calciatori dell'epoca praticò anche il cricket negli anni dell'università, giocando per la Oxford University dal 1893 al 1896 e per il Surrey nel 1896.